# Mammuthus columbi
Mammuthus columbi, conhecido como mamute-columbiano ou mamute-de-colúmbia, é uma espécie de mamífero fóssil da família Elephantidae. Podia ser encontrada na América do Norte, do norte dos Estados Unidos até o sul na Costa Rica, durante a época  do Pleistoceno.
Trata-se de uma das maiores espécies de mamute que alguma vez existiu, com 4 metros de altura e cerca de dez toneladas de peso. Possivelmente esta espécie tenha descendido do mamute-imperador, mas alguns especialistas acham que se trata da mesma espécie. Foi a espécie de mamute mais meridional, tendo sido descobertos fósseis no México. Com base nisso, alguns cientistas acreditam que esses animais não apresentavam o característico manto de pelo dos outros animais do gênero, e tinham a pele a exemplo dos parentes atuais (o elefante-africano e o elefante-asiático).